# Masakra w Borovë
Masakra w Borovë – masakra albańskiej ludności cywilnej we wsi Borovë w Obwodzie Korcza dokonana 6 lipca 1943 przez Niemców w odwecie za atak partyzantów Armii Narodowo-Wyzwoleńczej na niemiecki konwój we wsi Barmash.

## Tło
W lipcu 1943 Albania znajdowała się pod okupacją włoską. Niemiecki 98 Pułk Strzelców Górskich 1 Dywizji Strzelców Górskich stacjonujący w Janinie w Grecji wkroczył do obwodu Korcza w celu przegrupowania się i połączenia z pozostałymi siłami stacjonującymi w Grecji. Przed przekroczeniem granicy został zaatakowany przez partyzantów Armii Narodowo-Wyzwoleńczej dowodzonych przez Rizę Kodheliego w dwóch miejscowościach w pobliżu Borovë. Partyzanci zadali poważne straty siłom niemieckim niszcząc większość pojazdów i sprzętu wojskowego. W ataku zginęło ponad 60 niemieckich żołnierzy. Po kilkugodzinnej bitwie konwój był zdolny do kontynuowania przejazdu.

## Przebieg
Po zaraportowaniu ataku na konwój, z Grecji została wysłana niemiecka ekspedycja na miejsce ataku. Niemieckie siły uzbrojone w miotacze ognia podpaliły wszystkie domy znajdujące się we wsi. Wszyscy obecni tego dnia mieszkańcy zostali zamordowani, część ofiar została zamordowana w miejscu zamieszkania, większość została zamknięta w kościele i spalona żywcem. Zginęło 107 osób, w większości kobiety, dzieci oraz osoby starsze.
Najmłodsza ofiara masakry miała 4 miesiące, najstarsza 73 lata.

## Upamiętnienie
W 1945 miejscowość została uhonorowana za zasługi dla wyzwolenia kraju, postawiono pomnik dziecka ocalałego z masakry przez niemieckiego żołnierza oraz niewielkie muzeum, które uległo zniszczeniu podczas rewolucji piramidowej w 1997. W 1972, albański kompozytor Thoma Gaqi skomponował symfonię upamiętniającą ofiary masakry. W uroczystościach upamiętniających wielokrotnie brał udział Ambasador Niemiec w Albanii.